# Benedetto Musolino
Benedetto Musolino (Pizzo, 8 febbraio 1809 – Pizzo, 15 novembre 1885) è stato un patriota e politico italiano.
Dopo avere ricoperto la carica di deputato per sei legislature consecutive, fu eletto senatore del Regno d'Italia nella XIV legislatura.

## Biografia
Figlio di Domenico Musolino e Francesca Starace, crebbe e fu educato in una famiglia di idee liberali, nella quale il padre e lo zio erano stati costretti all'esilio per aver partecipato alla Repubblica Partenopea.
Terminato il liceo, si trasferì a Napoli dove proseguì gli studi in diritto, manifestando anche inclinazione per la filosofia. Nella città partenopea ebbe modo di allacciare rapporti con Luigi Settembrini e con una schiera di intellettuali liberali, e per le sue idee subì un breve periodo di carcerazione. Trascinato dal carattere appassionato e romantico, partì quindi alla volta della Palestina e visitò anche le isole orientali del mar Mediterraneo, prima di fissare la propria dimora a Costantinopoli, ammesso alla corte del Visir di cui fu consigliere.
Nel 1832, al ritorno nel Regno delle Due Sicilie, spinto dall'educazione liberale e dagli slanci passionali si dedicò all'organizzazione di un gruppo clandestino antiborbonico chiamato “I Figliuoli della Giovine Italia”; nonostante il nome che richiama Giuseppe Mazzini e il comune intento progressista e antiassolutista, le due figure si differenziarono nello spirito (la religiosità di Mazzini contrapposta all'ateismo di Musolino) e nell'organizzazione: “I Figliuoli della Giovine Italia” si configuravano infatti come una società clandestina con simboli e rituali tipici delle sette segrete.

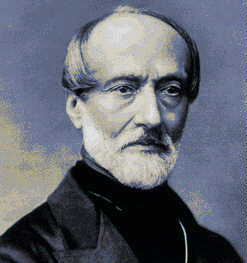
Ritratto di Mazzini

Nel 1839, tradito da informatori borbonici, Musolino fu catturato assieme a un gruppo di patrioti: il fratello Pasquale, Settembrini, Raffaele Anastasio e Saverio Bianchi. Dopo avere scontato più di tre anni di detenzione e poi confinato a Pizzo, assieme al nipote Giovanni Nicotera, a Felice Sacchi ed Eugenio De Riso esercitò clandestinamente nel paese un'attività segreta alla Polizia per porre le basi dei moti rivoluzionari, e nell'aprile del 1848 – anno in cui sulla scorta dei moti di Palermo Ferdinando II si vide costretto a promulgare la Costituzione – venne eletto deputato al Parlamento delle Due Sicilie nella circoscrizione di Monteleone. Quando la Camera venne sciolta d'autorità, Musolino e altri parlamentari calabresi, al seguito di Giuseppe Ricciardi – e dopo che Cosenza era diventata sede del governo provvisorio –, organizzarono una resistenza armata collegata con i moti del Cilento e della Sicilia. Le forze regie ebbero però il sopravvento e soffocarono l'insurrezione nel sangue: devastarono il paese di Pizzo, fucilarono un fratello di Musolino e dettero fuoco al palazzo di famiglia; il padre venne assassinato e poco tempo dopo la madre, l'altro fratello e la cognata morirono di crepacuore.

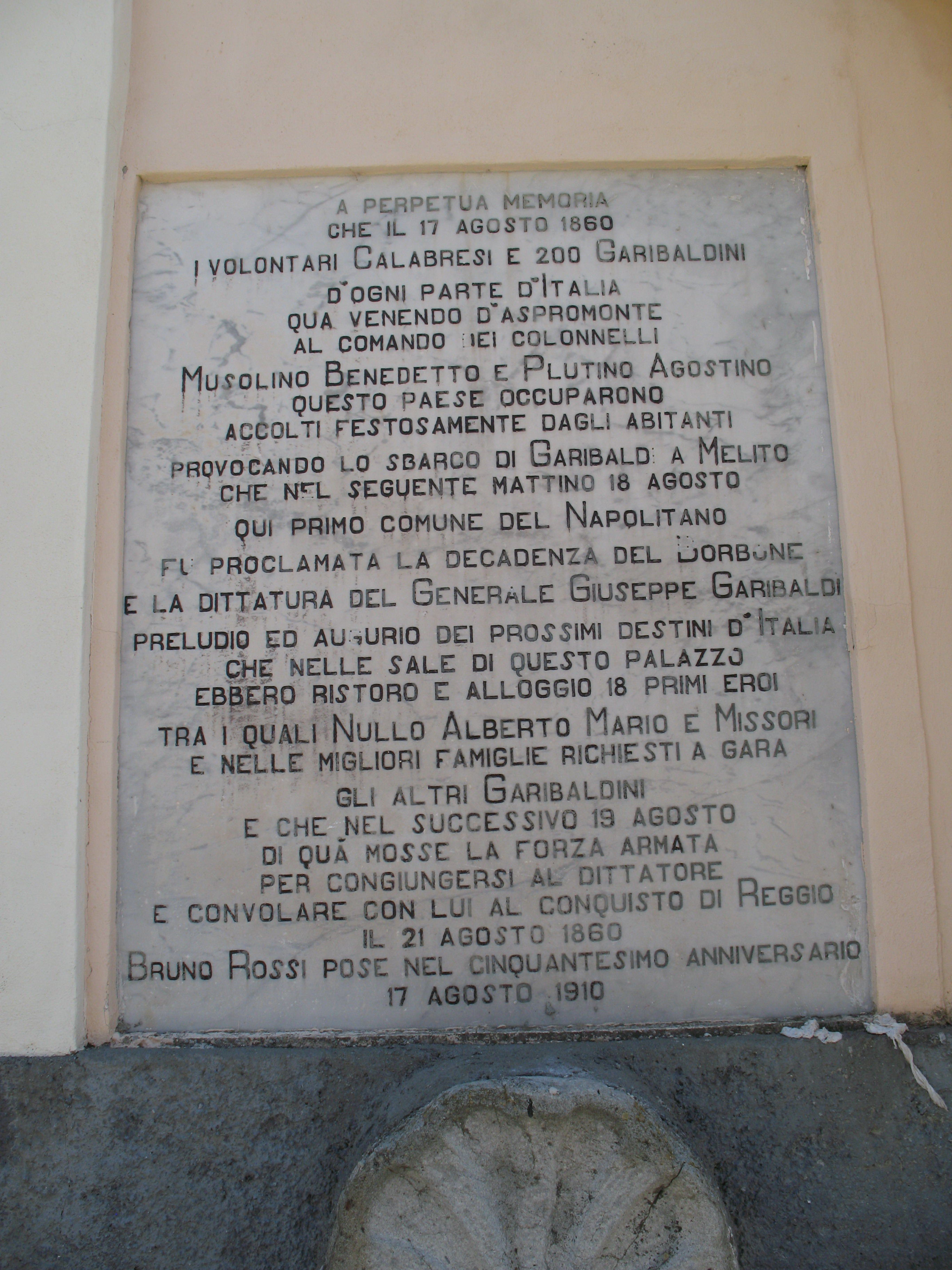
Lapide al municipio di San Lorenzo che ricorda la partecipazione di Musolino alla Spedizione dei Mille

Insieme al nipote Giovanni, Musolino riparò prima a Corfù e poi a Roma. Qui partecipò ai moti della Repubblica Romana ma dopo la sua caduta fu costretto a fuggire, questa volta in Francia, inseguito dalla condanna a morte che gli era stata inflitta in contumacia dai tribunali borbonici. Nel Paese transalpino visse anni di stenti, non rinunziando da un lato alla militanza nelle file della democrazia radicale e dall'altro al ripensamento delle esperienze rivoluzionarie. Venne a maturazione la divergenza con le strategie mazziniane, che Musolino valutò inadeguate alle circostanze, giudizio confermato dal fallimento della Spedizione di Sapri naufragata nel 1857. Elaborò una forma di Stato basato sulla lotta alle disuguaglianze, su un'equa redistribuzione del reddito e sul superamento di regimi di prepotenze e privilegi.
In seguito partecipò attivamente alla Spedizione dei Mille, unendosi in Sicilia all'esercito di Giuseppe Garibaldi. Con un drappello di soldati scelti tentò la conquista del forte di Reggio Calabria, ma il fallimento dell'operazione lo indusse a riparare sull'altopiano silano; continuò attivamente e con successo a farsi promotore dell'attività insurrezionale in Calabria, dando il proprio nome a una compagnia di volontari da lui organizzata. Il coronamento del suo attivismo fu la sua nomina, nel 1861, a membro del primo Parlamento italiano, carica che ricoprì per quasi vent'anni (successivamente passò al Senato) collocandosi fra le schiere della sinistra storica che faceva capo ad Agostino Depretis e a Francesco Crispi, e non facendo mancare il suo apporto costruttivo in favore delle fasce più povere della popolazione italiana, anche se il settore in cui maggiormente si impegnò fu quello della politica estera.
Fu iniziato in Massoneria tra il 1862 e il 1865 nella Loggia "Dante Alighieri" di Torino e alla Costituente massonica di Genova del 29 maggio 1865 rappresentò la Loggia "Speranza Prima" di Montevideo.
Pizzo lo accolse nel 1883, quando stanco e ammalato cercò rifugio nel paese natale dove morì dopo due anni.

## Opere
- 1948 - Al popolo delle Due Sicilie, Napoli
- 1948 - L'Inghilterra e l'Italia, Roma
- 1863 - Il prestito dei 700 milioni e la riforma delle imposte, Torino
- 1877 - Memorandum sur la guerre actuelle Turco-Moscovite, Roma
- 1879 - Il trattato di Berlino, Roma
- 1879 - La situazione, Roma
- 1882 - La Riforma parlamentare, Roma
- 1903 - (a cura di S. Musolino) La Rivoluzione del 1848 nelle Calabrie, Napoli
- 1951 - (a cura di G. Luzzatto) La Gerusalemme e il popolo ebreo, Roma
- 1982 - (a cura di P. Alatri) Giuseppe Mazzini e i rivoluzionari italiani, Cosenza